# トラウトマン和平工作
トラウトマン和平工作（トラウトマンわへいこうさく）とは、1937年（昭和12年）11月から1938年（昭和13年）1月16日までの期間にドイツの仲介で行われた、日本と中華民国国民政府間の和平交渉である。当時のオスカー・トラウトマン駐華ドイツ大使の名を取って、こう呼称される。
和平交渉の期間は、日中戦争時の上海陥落直前から南京陥落1ヶ月後の間にあたる。実際には7月に起こった盧溝橋事件直後より和平の道は探られていたが、具体的な和平交渉が始まったのは、11月初旬である。

## 概要
当時、ドイツは中国に軍事顧問を派遣するなど友好関係を築いていた（中独合作）。ゆえに中国権益の保護には大きな関心を抱いており、また日本の目が中国に向かって北方のソビエト連邦（ソ連）から逸れるのは望まざるところであったので、和平工作の仲介に乗り気であった。盧溝橋事件以降、緊迫した状態の中で第二次上海事変が勃発した。その中で日本は船津和平工作を踏襲した和平工作を行おうとした。

## 1937年9月
事変の収拾に関する日本政府の基本的立場は、あくまで日中間の問題として解決し、第三国の斡旋や干渉を排除するというものであった。しかし、9月に入り、長期戦の様相となると、軍事目的の達成に応じて「第三国の好意的斡旋」を活用する和平も視野に入ってくる。まず名乗りをあげたのはイギリスであった。9月中旬、新着任のロバート・クレイギー駐日大使が仲介の可能性について広田外相に打診を行い、広田は具体的な和平条件を提示している。それは、華北の非武装地帯の設定、排日取締りと防共協力を条件に華北政権の解消と国民政府の行政容認、満洲国の不問などであった。これらの条件は蔣介石に伝えられたが、国際的な圧力や制裁を期待する蔣は受諾に否定的であった。このとき国際連盟では、中国政府の提訴を受け9月中旬から日中紛争を審議中であった。

## 1937年10月

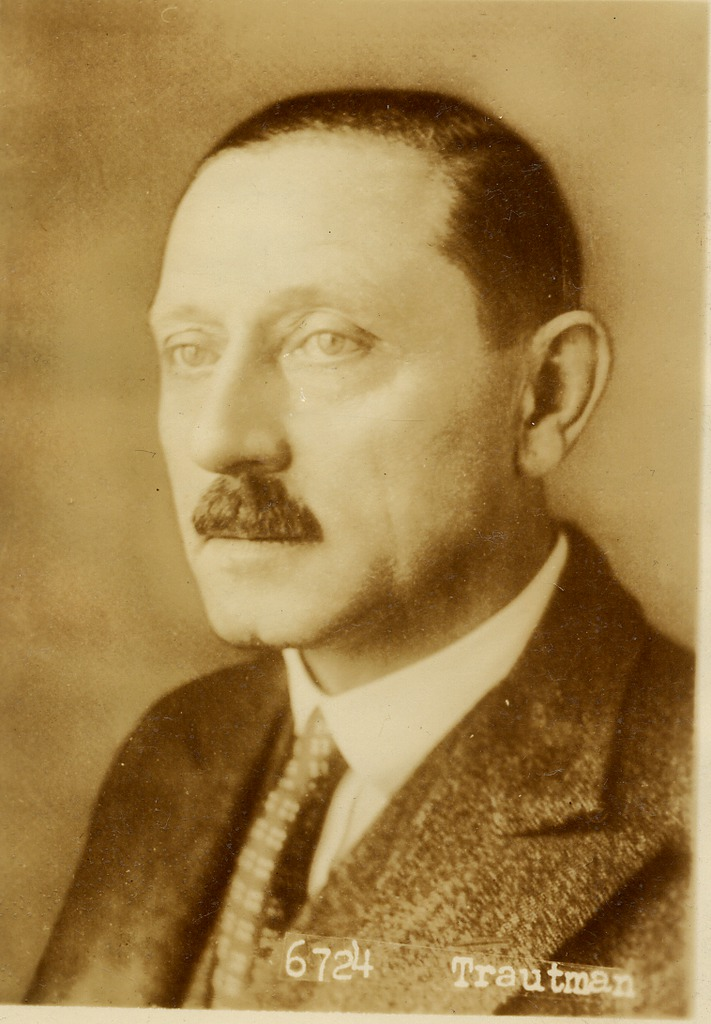
オスカー・トラウトマン

戦局が激しくなる中、日本は1937年（昭和12年）10月1日に「支那事変対処要綱」を四相決定（総理、外務、陸軍、海軍）し、停戦条件と国交調整方針を策定した。10月下旬、九カ国条約関係国会議（ブリュッセル会議）の対日招請状が届くと、日本は不参加を決定したが、同時に「軍事行動の目的がほぼ達成された時期には第三国の公正な和平斡旋を受理する」方針を外務省・陸軍省・海軍省との間で三省決定した。陸軍参謀本部に所属していた石原莞爾少将の第一部長離任転出直前、第二部の馬奈木敬信中佐が「今度支那の大使に着任したトラウトマンはベルリンで補佐官をしていた時代の友人である」と言ったので、石原は「それは願ってもない。すぐ支那に行ってトラウトマンと会い、日支和平工作の手がかりを作ってくれ」と、馬奈木を上海に行かせた。この後、石原は第一部長を離任、満洲国の関東軍へ転出した。日本政府と軍部の首脳は早急に戦争を終えたいとの気持ちから、第三国の公正な斡旋の申し出があった場合は船津和平工作案の範囲内で受諾するとの方針を外務省と陸海軍三者間で決め、広田弘毅外相より10月27日、イギリス、アメリカ、フランス、ドイツ、イタリアに対して、日支交渉のための第三国の好意的斡旋を受諾する用意のあることを伝えた。広田の真の狙いはドイツの仲介による和平の斡旋で、特にヘルベルト・フォン・ディルクセン駐日ドイツ大使に依頼した。
10月30日、トラウトマンは、国民政府外交部次長陳介を訪問し、ドイツはコミュニケーションのチャンネルとして奉仕する用意があることを伝えた。陳介は、蔣介石元帥が日本の条件は何であるかを知りたがっていると述べた。トラウトマンは現時点でまだ日本の条件をはっきり掴んでいないため、「私が数日中に元帥と会談することを望んでいる」と答えることに留まった。だが、国民政府に次の二点を伝えるように勧めた。すなわち、「我々が日本へのコミュニケーションのチャンネルとして奉仕する意志を持っていること、そして、私が日本政府に対し、先ず、中国が和解の用意があるとだけ伝える権限を与えられていること」であった。なにゆえに蔣介石が講和を受け入れようとしたのだろうか。実は馬奈木とオットーが上海に到着したころ、10月25日、国民政府国防会議が「停戦問題」を議題に秘密会議を開催している。

## 1937年11月
11月3日、クレイギーイギリス大使より堀内次官のところへ九ヵ国条約会議に関する重要な情報がもたらされた。それは会議に臨む諸国の基本姿勢を伝えたものである。大使は本国政府に対し、ブリュッセル会議においては
したのである。しかも、「右意見ハ当地ニテ米、仏、白三国大使ニモ之ヲ内諾シタルニ何レモ賛成シ三国大使ヨリ夫々本国政府へ上申セル次第ニシテ武府会議ニ対シ相当効果アルモノト思考ス」とも言っている。すなわち、イギリス側は、集団力による対日制裁の方向を否定し、日本が力をいれている第三国仲介を通しての対中国直接交渉の方向に同調したのである。これは日本が推進している「トラウトマン工作」に一気に拍車を駆ける結果となったのである。
第二次上海事変で、蔣介石はドイツ式の精鋭部隊をすべて失った。一方、広田はいわゆる第1条件を提示した。そして同時に広田は戦争が継続される場合には、この条件ははるかに加重されるであろうと強調した。
実は7月29日の閣議で承認されたもので、開戦前の事態収拾案である。参謀本部はこの戦争を局地戦と考えていた。戦果による条件の改変を考えていなかったし外交に属することは関与を避けた。ただこの時参謀本部の情報部はかなり正確に国民革命軍（国府軍）の暗号を解読していたとみられ、国民政府内部の情況についてよく把握していた。蔣介石が日本側の和平提案やブリュッセル会議へ関心をもったため国府軍の全面退却はやや遅巡しており結果としての混乱を歓迎する面もあった。
11月上旬に広田から日本の和平条件7項目をディルクセン駐日ドイツ大使が接受し、ベルリンのアドルフ・ヒトラーの諒承を得て、トラウトマン大使が王寵恵外交部長に日本の意向を伝えたが、王は蔣介石の意見として、『中国は国際連盟に提訴してあり、九カ国条約の関係国がブリュッセルで会議中なので、その結果を見るまでは、日本の条件を考応すべきではない』との返事をした。11月2日に広田は第1条件をディルクセンに手渡し、11月3日にディルクセンはドイツ外務省に会談の模様を報告し、「日本は確かに以上のような条件を基礎とした和平を希望している。もし南京政府がこれらの条件を受け入れなければ、日本は、中国の最後の崩壊まで無情にも戦争を続ける決心である。私の意見では、これらの条件は極めて穏健であり、南京が面子を失わずにこれらの条件を受け入れることができよう。われわれは現在、これらの条件を受諾するよう南京に圧力を加える必要があろう」と述べた。ドイツ外務省も日本側の示した条件は交渉開始の基礎として妥当なものと判断し、同日トラウトマン大使宛てにこれを中国側に伝えるよう訓令した。11月5日に蔣介石は第1条件を入手した。
上記の条件では満洲国の正式承認は要求していない。
11月6日、トラウトマンは、孔祥熙実業部長だけが列席している場で蔣介石に日本側の意向を伝えた。蔣介石は、現在これに応じられないと回答した。蔣介石は第一次案がトラウトマンより示された時にこう述べた、「日本側が事変前の状態に復帰するのでない限り、どんな要求も受諾できない」、「もし自分がこの（日本側の）条件を受諾したら、わが政府は世論の大浪に押し流されてしまうだろう。…日本のやり方でわが政府が倒されれば、共産主義政権が誕生するだろうが、その結果は日本にとって和平の機会の消滅である。共産主義者は決して降伏しないだろうからである」と極秘に述べた。一部分の条件については討議し、友好なる諒解を求めることもできるが、これらはすべて事変前の状態に回復することを前提としなければならない」と強い口調で返答したのである。蔣介石が事変前の状態回復を強く主張したのは、彼自身の説明によれば、もし、日本側の要求を受諾すれば、中国政府は世論によって押しつぶされ、中国に革命が起こるだろうという判断による。中国は抵抗によって勝利をかち取る可能性はないが、中国政府の崩壊は共産党が中国で優位を占めること、すなわち、日本と中国の講和は永遠に不可能である、ということになる。それでは、中国側が言う事変前の状態とは具体的にどういう内容だったのだろうか。石射局長の記録によれば、ディルクセン大使から次のような中国側の和平解決条件がもたらされた。
これを概観するとわかるように、中国の最大の関心は、華北における中央の主権と日本の駐兵に開する制限を実現することであった。
蔣介石は、開催中のブリュッセル会議において、なんらかの形で対日制裁が決議されるものと期待していたので回答を留保した。その他に、国民政府はソ連の対日参戦の交渉を行っており、その回答を待っていたことも回答を留保した理由の1つである。
上海陥落の前日の11月11日、蔣介石は首都南京で、南京を放棄するか、死守するか、李宗仁、白崇禧、何応欽、唐生智、徐永昌、ドイツの軍事顧問団団長のアレクサンダー・フォン・ファルケンハウゼンといった将軍らと善後策を諮っていた。李宗仁は「私は南京防守に反対である。その理由は戦術上、南京は他と隔絶しており、敵は三方から包囲可能で、しかも北面は長江によって退路が阻まれている。今、挫折敗北を喫した部隊を孤城の防衛に配置しても、長く守ることは望みがたい」と述べた。ドイツ人顧問もこれに賛成し、無用の犠牲は生まぬよう、南京放棄を「極力主張」した。このように南京放棄論が大勢を占めていたが、突如、唐生智が南京死守を力説する。そこで、蔣介石は、「わが血肉をもって南京城と生死を共にする」と誓う唐生智を南京防衛軍司令官に任命し、南京死守を決定した。しかし、唐は後に徹底抗戦を叫びながら降伏の手続きをせずに逃亡してしまう。
だが日本はなお和平への望みをあきらめず、ブリュッセル会議最終日の11月15日、広田はアメリカのグルー大使に「日本軍の上海での作戦は順調だがこれ以上支那軍を追撃する必要はない。この時期に平和解決を図るのは支那自身のためになり、支那政府が南京を放棄するのは非常に愚かなことだ」等を述べ、現在ならば日本の講和条件は穏当なものであるので、アメリカが蔣介石に対し和平交渉に応ずうよう説得してほしいと希望し、もし支那側に和平の意思があるなら、日本は代表者を上海に派遣しようとまで語った。
蔣介石は大場鎮（上海近郊）陥落をもって敗北とみなす軍事顧問ファルケンハウゼンの進言を容れず、また英米などの干渉により日本が国府軍の殲滅に乗り出さず、戦線を維持できると観測した。広田への回答はせず引き延ばしを図った。
首都南京からの撤退に蔣介石が反対し、固守方針を定めた。11月20日の重慶への「遷都宣言」で蔣介石は「盧溝橋事件発生以来…日本の侵略は止まる事を知らず…各地の将士は奮って国難に赴き…死すとも退かず…日本は更に暴威を揮い…わが首都に迫る…およそ血気ある者で瓦全より玉砕を欲せざる者はない。…」と述べ、戦争に固執した。
壊走した中国軍への日本軍の網は締まりつつあった。国民政府要人誰もが11月中旬には破滅的な事態となりつつあることを認識し始めた。11月28日から蔣介石は第1条件受諾の根回しを開始した。12月2日午後4時の南京にて、蔣介石は徐永昌、唐生智、白崇禧、顧祝同、銭大鈞らを招集し日本側の条件についての意見を求めた。
和平条件に「華北の全行政権は南京政府に委ねる」が記載されているため、白崇禧は「こんな条件ならなぜ戦争するのか」、徐永昌は「これだけの条件なら承認してよい」と述べた。顧祝同は受諾に賛成、最後に唐生智が「みなが賛成なら賛成でいい」といったという。最後に蔣介石は「ドイツの調停は拒否すべきでない」「華北の政権は保持しなければならない」と言明した。

## 1937年12月

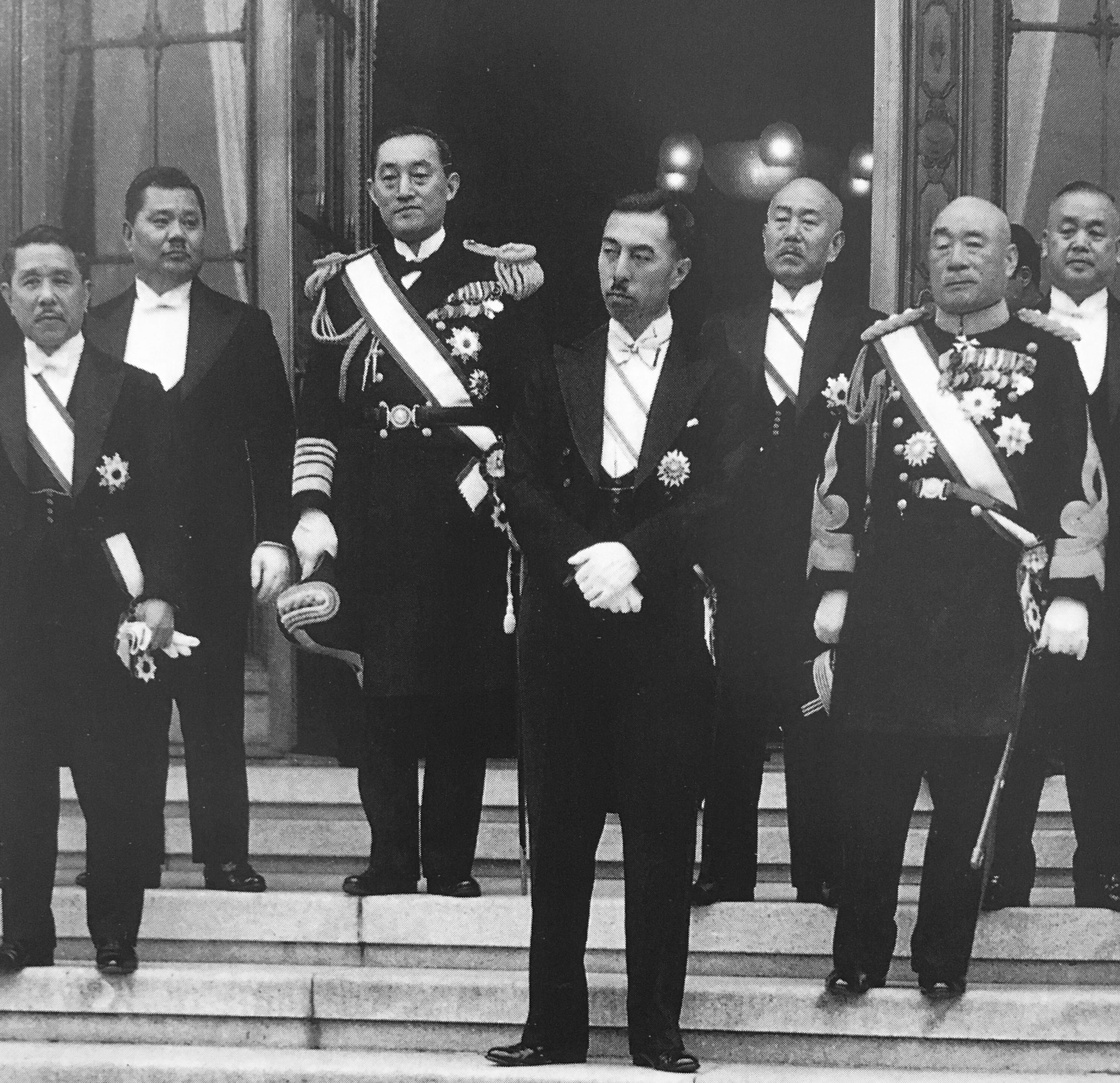
近衛文麿内閣

12月2日、蔣介石は第1条件を交渉の基礎として受け入れることをトラウトマンに伝達した。しかしこの段階でも蔣介石の対日不信は根強く「日本に対してはあえて信用できない。日本は条約を平気で違約し、話もあてにならない」と不信を露わにしつつ、「華北の行政主権は、どこまでも維持されねばならぬ。この範囲においてならば、これら条件を談判の基礎とすることができる。」ただし「日本が戦勝国の態度を以て臨み、この条件を最後通牒としてはならない」などとした。しかしながら、中国側が返答を保留している間に日本軍は上海を攻略し、次いで南京を攻略し、12月13日南京陥落。日本国内では「強硬論」が強まった。
翌14日の大本営政府連絡会議の席上で蔣介石からあった和平条件の照会について議論、和平条件の再検討が行われた。米内海相、古賀軍令部次長だけが原案の支持者で、それ以外の杉山陸相、賀屋蔵相、末次内相は条件を引き上げた。特に末次は最も強硬だった。
日本政府は、原案に新条件を加えた厳しい条件にした。原案に新たに加えられた条件は、華北・内蒙古・華中において非武装地帯を拡大すること、内蒙古自治政府および華北特殊政治機構を承認すること、保証駐兵、賠償などである。特に、賠償は直接賠償だけでなく戦費の賠償も含まれていた。12月21日の閣議で日本政府は新条件を決定した。東亜局長の石射猪太郎は発言権のない立場にもかかわらず、思わず「かくのごとく条件が加重されるのでは、中国側は到底和平に応じないであろう」と発言したが無視された。絶望した石射は、当日の日記に「こうなれば案文などどうでもよし。日本は行く処まで行って、行き詰らねば駄目と見切りをつける」と記している。
広田は回答期限を1月5日として、12月22日にこれをディルクセンに提出した。満洲国の承認と賠償等の条件を加重した、この第2次和平案が国民政府に伝わったのは12月26日のことである。蔣介石は第2次和平案には態度を硬化させ、交渉打ち切りを視野に入れながら詳細を日本側に問い合わせたため、第一次近衛内閣は遷延策であると判断して交渉を打ち切ることを決定した。
加重の理由は、第二次上海事変は中国軍による上海の日本海軍に対する奇襲攻撃をもって始まり、上海戦における日本側犠牲者は日露戦争の旅順攻撃における犠牲者に匹敵（4万1千人）するものであったと言われている。

## 1938年1月

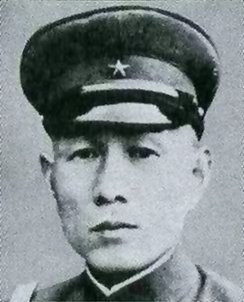
多田駿中将。支那駐屯軍司令官、参謀本部次長でも日中和平を唱えていた

国民政府側では、期限だった1月10日までに回答するため議論が続けられたがまとまらず、より詳細な内容を日本政府に求めてきた。日本政府は譲歩し、期限を5日延ばし1月15日とすることを通告した。同時に、回答は明確な態度の表明でなければならないが、和解への前向きな表明であるかぎりにおいて、特定の問題についての反問であってもよいとの通告も行っている。
蔣介石は「日本側の条件は、我が国を征服して滅亡させるためのものだ。屈服して滅びるよりは、戦って敗れて滅びたほうがよい」、「断固として拒絶せよ」と述べた。日本では1月11日には参謀本部の要請によって日露戦争以来の御前会議が開かれる。参謀本部は御前会議開催について、「戦勝国が敗戦国に対し過酷な条件を強要する」ことを戒める意味がある、と説明した。
1月13日に開かれた閣僚会合では、1月15日までに国民政府から満足な回答がなかった場合、トラウトマンを仲介とする和平交渉を打ち切り、第2の手段に移行することが決定されたが、その翌日の1月14日、国民政府からディルクセンを経由して日本政府に回答があった。しかし、その内容は「さらに新条件11箇条の具体的細目を知りたい」という照会でしかなく不満足なものだった。
実はこの時期、国民政府の側では和平を唱える者が多数派で、1月14日に開かれた国防最高会議でも同様だった。実際、汪兆銘、張群、孔祥煕らが、具体的な反問を含んだ回答の作成に着手していたのだが、前線に出ていた蔣介石が介入して、反問を削除するように命じた。そのために、14日に国民政府が伝達してきた口上書は、10日のものとほとんど変わらないものになった。これが、日本政府が、国民政府は遷延策を弄しているだけだとの不信感を募らせる原因になった。
翌15日、大本営政府連絡会議が開かれ対応を協議したが、政府は最終的に交渉の打ち切りを決定した。
15日の大本営政府連絡会議の席上では、交渉の打ち切りを主張する広田外相と、継続を主張する多田駿参謀本部次長とが鋭く対立した。多田は、この機会を逃せば長期の戦争になる可能性があることを強調し、古賀峯一軍令部次長もそれに同意したが、古賀は米内海相から説得を受け交渉打ち切り論を飲まされ、一旦留保して参謀本部に持ち帰った多田も、重大事局にあって政変をおこすわけにはいかないので統帥部としては不同意ながら政府の方針にあえて反対しない、との理由で政府の方針に従う結果になった。
席上、広田が「私の永い間の外交官生活の経験から見て、中国側の態度は、和平解決の誠意のない事は明らかであると信じます。参謀次長は外務大臣を信用することができませんか？」と発言。米内はこれに同調し「政府は外務大臣を信頼しております。統帥部が外務大臣を信用しないという事は、政府不信任である。それでは政府は辞職せざるを得ない」と発言。これに対し、多田参謀次長は「明治天皇は、かって辞職なしと仰せられた。この国家重大の時期に、政府が辞職するなど何事でありますか」と応酬したとされ、最終的に多田が内閣総辞職の政府側の圧力に屈した形になった。しかし、なお参謀本部は諦めず最後の賭として、昭和天皇への上奏により政府決定の再考を得ようとした。しかし、先に上奏した近衛によって、参謀本部の試みは阻まれた。このような打ち切りに際しては、蔣政権との和平交渉継続を強く主張し、第一次近衛声明の発表を断固阻止しようと食い下がる多田参謀次長に対し、米内海相が大本営政府連絡会議で「内閣総辞職になるぞ！」と恫喝して黙らせたことが知られる。
翌16日、近衛内閣は「帝国政府は爾後国民政府を対手とせず。真に提携するに足りる新興支那政権に期待し、これと国交を調整して更生支那の建設に協力せんとす」と声明を発した（第一次近衛声明）。同日、広田外相はディルクセンに打ち切りを伝え、交渉は終了した。従来から、第1次近衛声明が平和的解決を破壊したと言われることが多いが、実際には同じ日の16日、蔣介石はトラウトマンに対して、日本政府が再び厳しい講和条件を繰り返すなら拒否すると伝えており、蒋介石に既に講和に向かう意思はなかった。
太平洋戦争終戦後、文官である広田弘毅は日中戦争を開始・拡大させた責任を問われ、極東国際軍事裁判において絞首刑に処された。

## 補足
トラウトマン和平工作は太平洋戦争へ至る重大な政策の過程であったにもかかわらず、日本近代史ではあまり取り扱われない事柄である。これ以降、中国側の呑めない過酷な条件により和平が出来ず、1938年1月の近衛声明（「国民政府を対手とせず」）で、2年間半近く日中関係は最悪の状態になった。しかし、1940年に行われた桐工作では条件を緩和させ、蔣介石、板垣征四郎、汪兆銘の三者が参加する大物会談に発展する和平工作になった。しかし桐工作の条件である華北への日本軍の防共駐屯は蔣介石が断固として反対し、交渉中に成立した第2次近衛内閣で陸相に就任した東條英機も日本陸軍の中国からの無条件撤退に断固として反対した。

## 年表
1937年
- 11月2日 - 交渉開始。第1次和平案が日本より駐日ドイツ大使に連絡される。
- 11月3日 - ブリュッセル会議（15日迄）
- 11月5日 - 国民政府に和平案が伝えられる。
- 11月9日 - 上海陥落。
- 12月1日 - 大本営が南京攻略を正式に発令。
- 12月2日 - 蔣介石が第1次和平案受諾の意向をトラウトマンに伝える。
- 12月7日 - 蔣介石の和平案受諾の意向が日本政府に伝わる。
- 12月13日 - 南京攻略戦終結。
- 12月21日 - 第2次和平案閣議決定、翌日駐日ドイツ大使に連絡。
- 12月26日 - 第2次和平案が蔣介石に伝えられる。

1938年
- 1月12日 - 日本政府、回答を督促。
- 1月14日 - 国民政府より、和平案に対する問い合わせ。
- 1月15日 - 大本営政府連絡会議の場で交渉打ち切りを決定。
- 1月16日 - 日本政府、交渉打ち切りの声明。(第一次近衛声明)

### 注
1. ↑  冀東防共自治政府があった場所。